# Greystone Mansion
La Mansión Greystone (en inglés Greystone Mansion, también conocida como Doheny Mansion) es una mansión histórica en estilo Tudor Revival en una finca ajardinada con jardines ingleses típicos, ubicada en condado de Los Ángeles en Beverly Hills (California). 
El arquitecto Gordon Kaufmann diseñó la residencia y las estructuras auxiliares, finalizándose la construcción en 1928. La finca fue un regalo del magnate del petróleo Edward L. Doheny a su hijo, Edward "Ned" Doheny, Jr., y su familia.
Está incluida en el Registro Nacional de Lugares Históricos, e inscrito como un Hito Histórico Nacional el 23 de abril de 1976.
En 1965, el ayuntamiento de Beverly Hills adquirió la propiedad, que se convirtió en un parque local en 1971 y se añadió posteriormente al Registro Nacional de Lugares Históricos en 1976 como Doheny Estate/Greystone. La casa y los jardines son de uso frecuente en la producción de cine y televisión. La escalera que desciende desde la casa es uno de los decorados más famosos de Hollywood.

## Historia
La antigua residencia, con 55 habitaciones en 4 300 m² (46 000 pies cuadrados) se sitúa en un terreno de 6,5 ha (16 acres).  Cuando se construyó, costó más de 4 millones de dólares, y fue la casa más cara construida en California hasta ese momento.
El 16 de febrero de 1929, cuatro meses después de que Ned Doheny, su esposa Lucy y sus cinco hijos se mudaran a Greystone, Ned murió en una habitación de invitados asesinado por su secretario, Hugh Plunket, que posteriormente se suicidó. La historia oficial indica que Plunket asesinó a Ned, ya fuera a causa de un "desorden nervioso" o preso de la ira por no recibir un aumento de sueldo. Otros señalan que el arma homicida pertenecía a Ned y que este no fue enterrado en el cementerio católico de Calvary en Los Angeles con el resto de su familia, lo que indicaría que se había suicidado. Ambos hombres están enterrados en el Forest Lawn Memorial Park, Glendale, a pocos cientos de metros el uno del otro. Ambos intervinieron en el juicio del padre de Ned por el escándalo del Teapot Dome.
La viuda de Ned, Lucy, volvió a casarse y vivió en la casa hasta 1955, cuando vendió la propiedad a Paul Trousdale, quien la remodeló, convirtiéndola en Trousdale Estates. Trousdale vendió la mansión al empresario industrial de Chicago Henry Crown, que alquilaba la finca como estudio para rodar películas. En 1963, Crown pensó en fragmentar la propiedad y demoler la mansión. La municipalidad de Beverly Hills detuvo la demolición mediante la compra de la mansión en 1965. La finca se convirtió en un parque local el 16 de septiembre de 1971 y el 23 de abril de 1976 se incorporó al Registro Nacional de Lugares Históricos. La ciudad alquiló la mansión al American Film Institute de 1965 a 1982 por 1 dólar al año, con la intención de que la restauración y el mantenimiento de la finca corrieran por cuenta del instituto.
Desde el año 2002 la ciudad de Beverly Hills tiene una página Web dedicada al parque de Greystone Mansion.  Además de los trabajos de restauración que ha llevado a cabo la ciudad, numerosos voluntarios locales contribuyen a la recaudación de fondos y la restauración del parque. Entre ellos destacan los Amigos de Greystone, que organizan eventos públicos anuales en los jardines.

## Uso actual

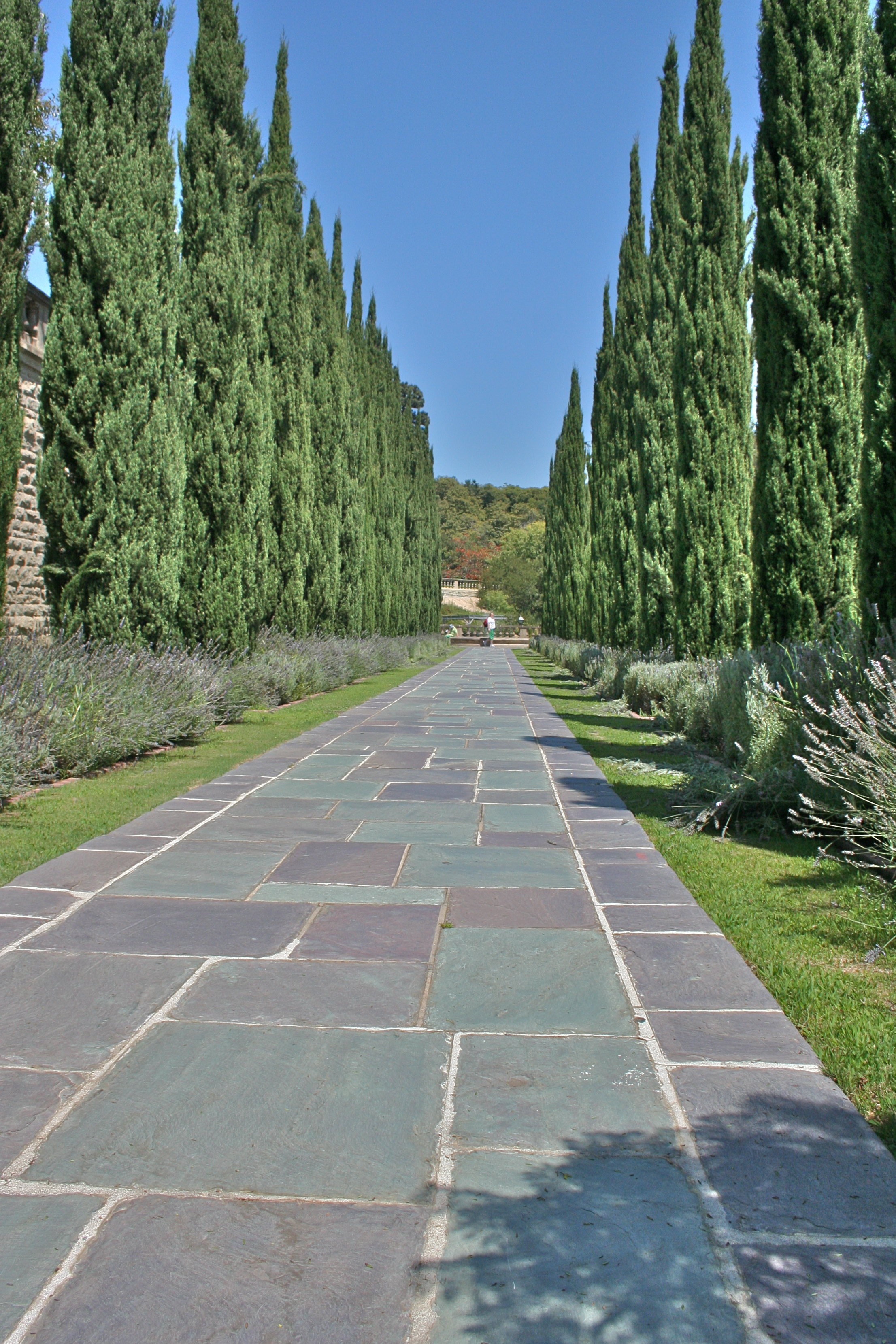
Alameda en los jardines aterrazados de Greystone.

En la actualidad, Greystone es un parque público, y también se utiliza como un lugar para acontecimientos especiales, como el Beverly Hills Flower & Garden Festival («Festival de flores y jardinería de Beverly Hills»). La finca es muy popular como lugar de rodaje por la belleza de sus cuidados jardines y su ubicación. Algunas producciones han contribuido al mantenimiento y la renovación de la mansión. La película There Will Be Blood (2007) una interpretación libre de la vida de Edward Doheny según el libro Oil!, de Upton Sinclair, hizo que se renovara la bolera de dos pistas situada en la planta baja para que pudiera aparecer en la película.
Además de los numerosos eventos que tienen lugar en Greystone, la mansión acoge cada año Catskills West, un campamento dedicado a las artes teatrales, organizado por la sociedad Beverly Hills Parks and Recreation, desde mediados de junio hasta principios de agosto. El evento presenta una obra de teatro en la zona de la piscina dos veces durante el verano. La mansión también se utiliza para representaciones de la obra The Manor, de Kathrine Bates, dirigida por Beverly Olevin y producida por Theatre 40, de Beverly Hills. The Manor se desarrolla en una serie de diferentes habitaciones de la mansión. El público se separa en ciertos momentos durante el juego para ver algunas escenas en un orden diferente. La trama de The Manor es un relato novelado de la familia Doheny, incluyendo la participación de Doheny en el escándalo del Teapot Dome y el asesinato de su hijo. The Manor se representa en Greystone Mansion desde 2002.
La mansión de Greystone también es la ubicación del Baile Anual de Hollywood, que reúne a cientos de celebridades cada año para asistir a un desfile de moda, una cena y una subasta en la que se recauda dinero para la Pure Foundation, que ayuda a niños necesitados de todo el mundo. La lujosa reunión también incluye actuaciones en directo de artistas de primera línea. Desde el año 2010, también se celebra la exposición anual de automóviles Concours d'Elegance en la Greystone Mansion.

## Rodajes en el lugar
- Alias (Temporada 5, Episodio 12, "Sólo hay una Sydney Bristow")
- All of Me
- Austin Powers in Goldmember
- Arrow (Mansión de la familia Queens, temporadas 1 y 2)
- The Amazing Race 17 — (final del capítulo 12 de la temporada 17, episodio 12: Hi. I'm Sorry. I'm in a Race)
- Bare Essence (como Marshalls mansion)
- Batman y Robin
- The Beautician and the Beast
- The Big Lebowski
- The Bold and the Beautiful
- El guardaespaldas
- Columbo (temporada 2, episodio 4: Dagger of the mind)
- Dark Mansions (película de 1986)
- Dark Shadows (1991 TV series) (como Collinwood, mansión y propiedad de la familia Collins)
- The Day Mars Invaded Earth (película de 1963)
- Dead Ringer
- Death Becomes Her
- The Dirty Dozen
- The Disorderly Orderly (Jerry Lewis)
- Dollhouse (temporada 1, episodio 10: Haunted)
- Dynasty: The Reunion
- Entourage (temporada 4, episodio 10: Snow Job)
- Eraserhead
- Falcon Crest (temporada 9 episodio 6: God of the Grape)
- Flowers in the Attic
- Forever Amber
- Garfield 2
- Ghostbusters II
- Gilmore Girls (como Chilton Academy, una prestigiosa escuela preparatoria)
- I'd Do Anything for Love (But I Won't Do That) (vídeo musical de Meatloaf)
- Indecent Proposal
- "It's Like That" (vídeo musical de Mariah Carey)
- "I Want Love" (vídeo musical de Elton John)
- Jumpin' Jack Flash (película)
- Knight Rider (temporada 1 episodio 1: Knight of the Phoenix)
- The Loved One
- Maryjane
- MacGyver (temporada 1 episodio 12: Deathlock)
- Mercury Rising
- The Mentalist (temporada 1 episodio 21: Miss Red)
- The Muppets (película) (Kermit's mansion)
- Murder, She Wrote (temporada 2 episodio 6: Reflections of the Mind y temporada 3 episodio 4: One White Rose for Death)
- National Treasure: Book of Secrets  (Mansión de Benjamin Gates y Abigail Chase)
- NCIS (TV series) (temporada 8 episodio 17, mansión de Leona Phelp)
- Phantom of the Paradise
- Picture Mommy Dead
- The Golden Child
- The Prestige
- The Puppet Masters
- Remington Steele (temporada 3 episodio: Blue Blooded Steele)
- Revenge (serie)
- Rock Star
- Rush Hour
- The social network
- Simply Mad About the Mouse (Use for The Bare Necessities Music Video with Harry Connick, Jr.)
- Spider-Man
- Spider-Man 2[9]
- Spider-Man 3
- Star Trek Into Darkness
- El pelotón chiflado (patio exterior)
- There Will Be Blood[4]

- The Trouble with Angels

- Vampire Diaries, The (sesión de fotos promocional)
- The Inheritance (1997)
- What Women Want (Lauren Holly's wedding site)
- Winter Kills
- Las brujas de Eastwick
- X-Men
- The Young and the Restless